# Wiltonia eylesi
Wiltonia eylesi là một loài nhện trong họ Orsolobidae.
Loài này thuộc chi Wiltonia. Wiltonia eylesi được Raymond Robert Forster & Norman I. Platnick miêu tả năm 1985.